# Clara Luisa Demar

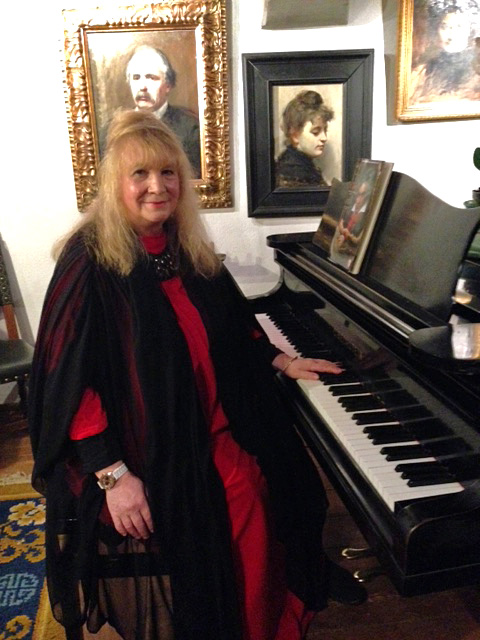
Clara Luisa Demar in ihrem Haus Zu den drei Tannen, 2016

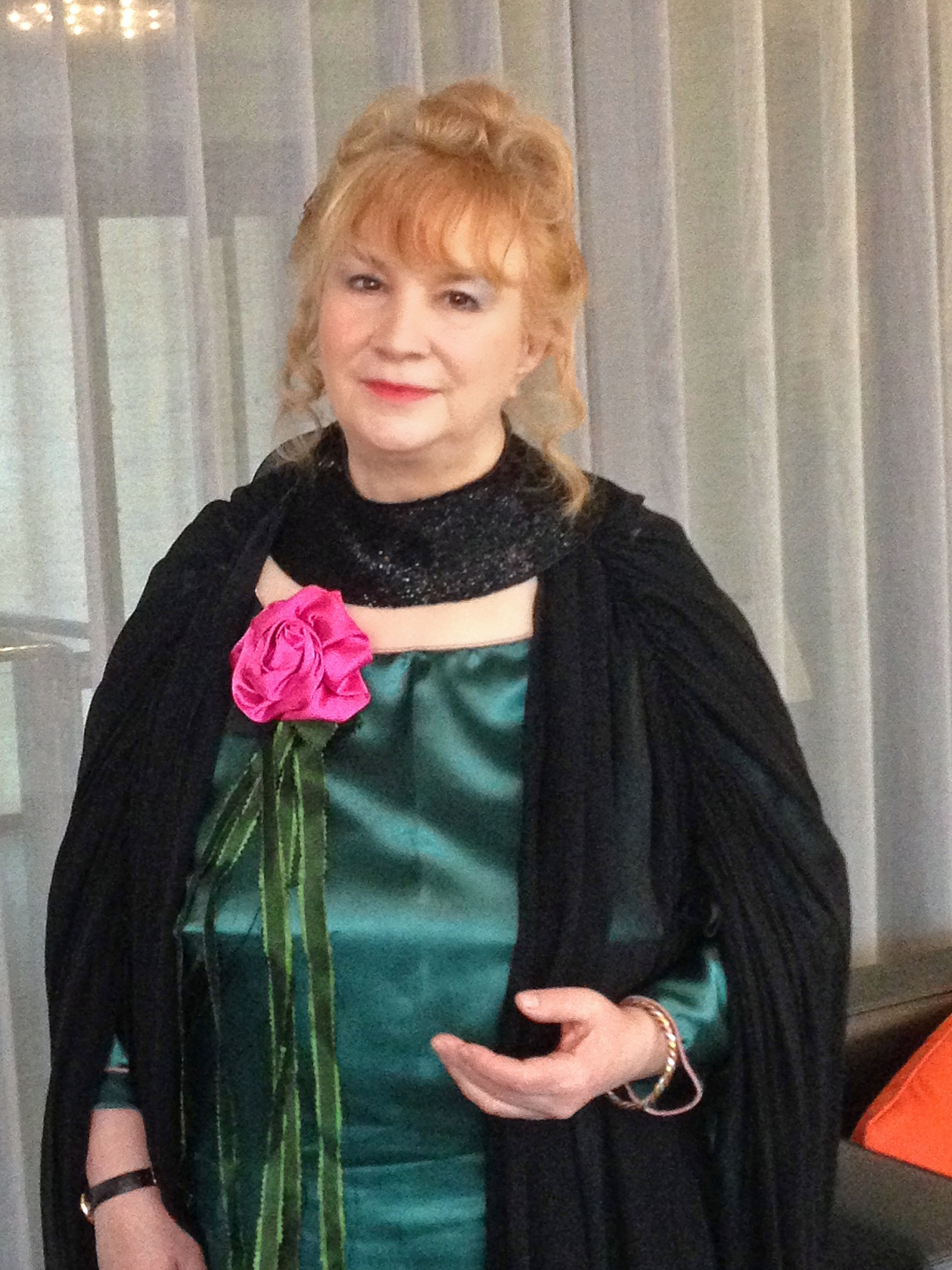
Clara Luisa Demar, 2017

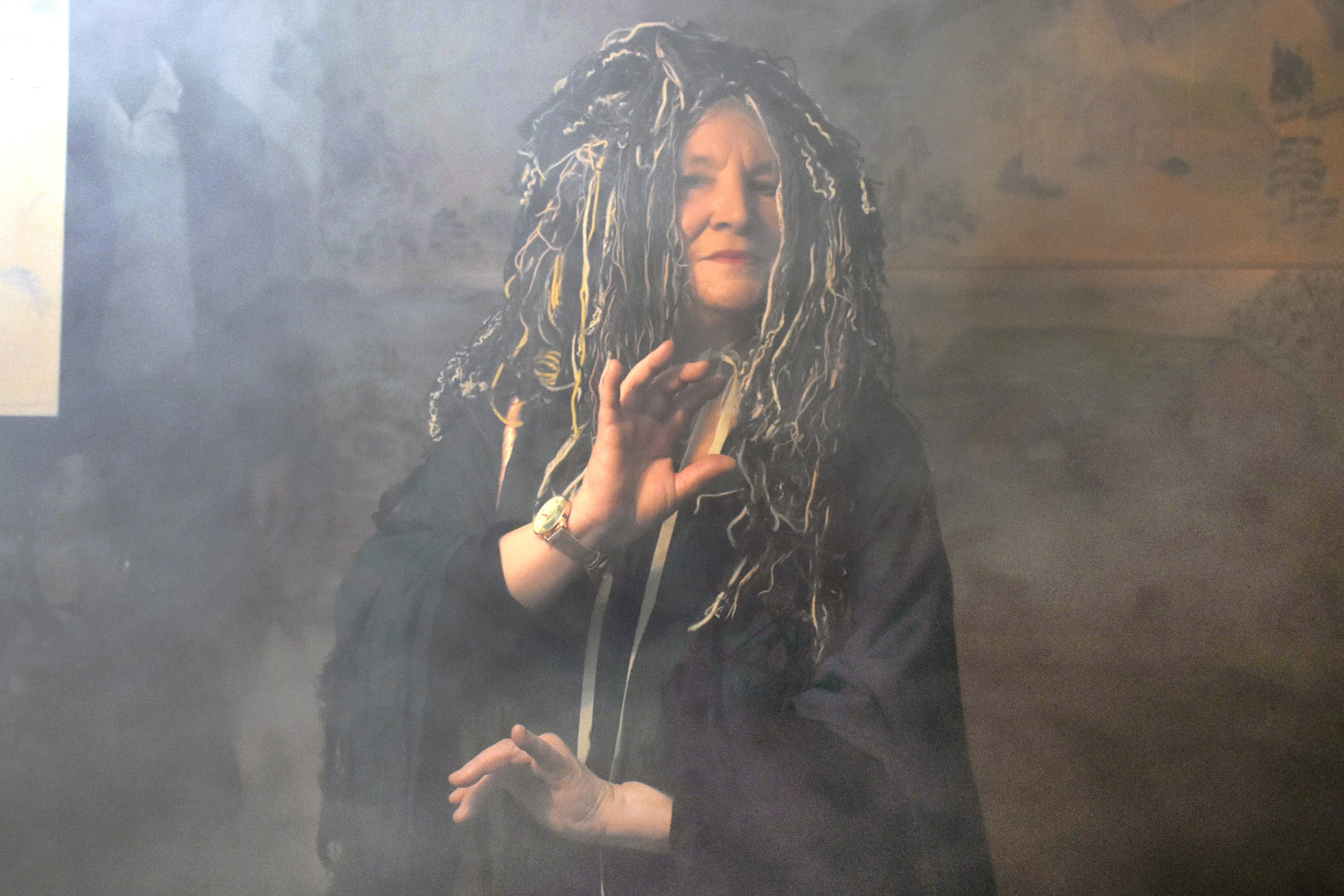
Clara Luisa Demar im Musiktheater Grieg und der Lebensweg des Peer Gynt, 2019

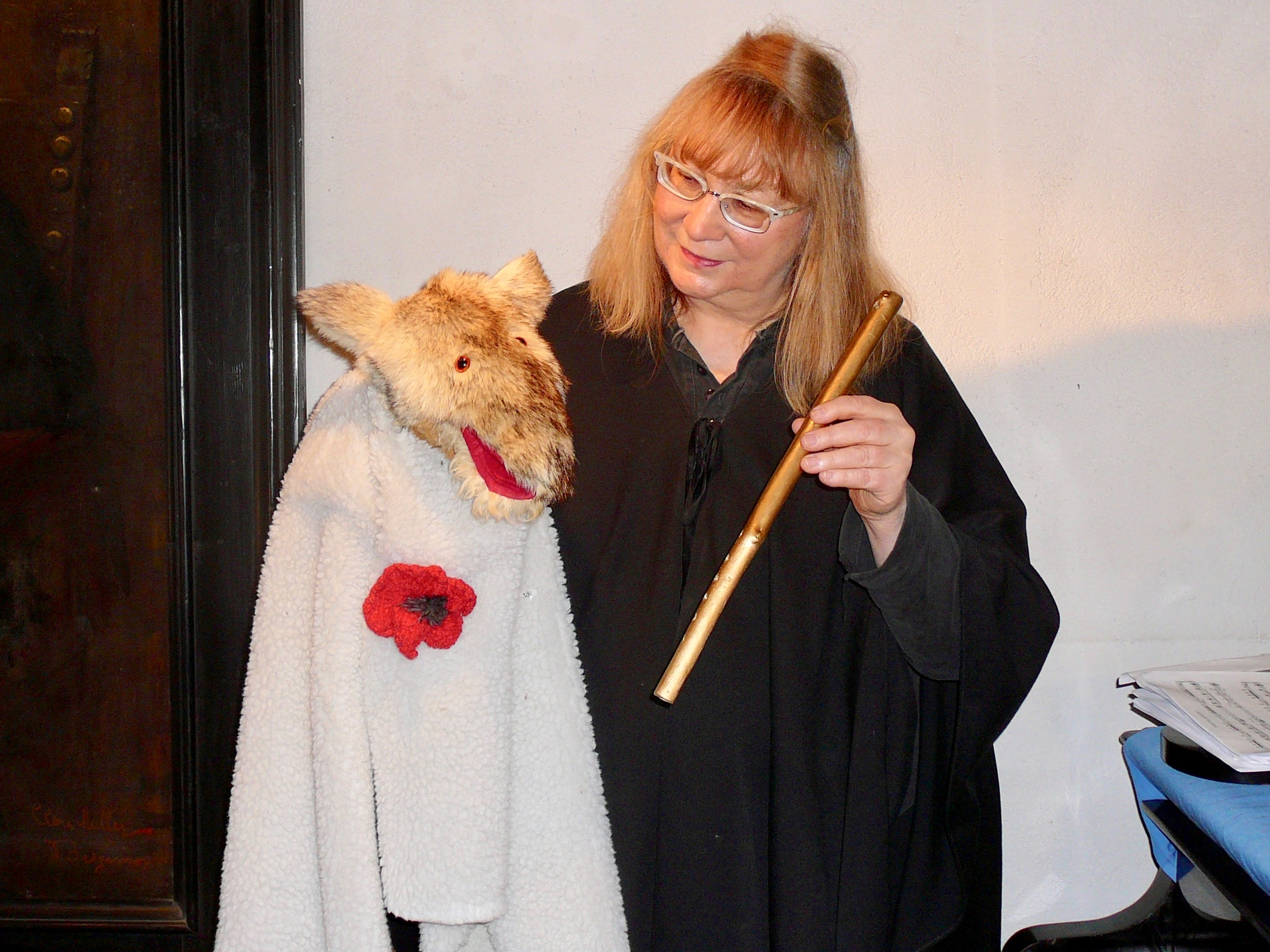
Clara Luisa Demar im Opernhaus der Tiere im Zürcher Bernhard-Theater, 2010

Clara Luisa Demar (* in Zürich als Luisa Hösli) ist eine Schweizer Künstlerin, die als Pianistin, Sängerin, Schauspielerin und Bauchrednerin auftritt und Ausstellungen und Musiktheater gestaltet.

## Leben
Demar wurde in Zürich als Tochter des Polizeikommissärs Alwin Hösli und der Ärztin Luisa Hösli-Kohberg geboren. Sie studierte Musik, war Schülerin des französischen Pianisten Alfred Cortot in Paris und wurde in Mailand, München und Berlin zur Sängerin ausgebildet. Im Selbststudium hat sie sich das Bauchreden und -singen beigebracht. Demar gab ihre ersten Konzerte am Klavier mit zehn Jahren. Sie tritt im In- und Ausland in Konzerten auf.
Im Rahmen der Festlichkeiten zum Jubiläum 150 Jahre Gründung Schweizerischer Bundesstaat 1998 gestaltete sie eine Ausstellung über den liberalen Schweizer Maler und Polit-Karikaturisten Martin Disteli in der Haupthalle der ETH Zürich. In der Ausstellung Auf der Suche nach Sinn 2001 in der Universität Zürich stellte sie heutige Vorstellungen von der Entstehung des Universums denen alter Völker gegenüber. Zusammen mit dieser Ausstellung führte sie ihr Musiktheaterstück Die Ewige Melodie auf, in dem der Beginn des Universums bilderbuchartig in Form einer phantasievollen Zeitreise dargestellt wird.
Einen Schwerpunkt ihrer Arbeit bilden Lebensbilder von Komponisten, die sie mit Musik, Texten und Bildern gestaltet, um das Publikum zum Verständnis der Komponisten und ihrer Werke zu führen. In Ludwig van Beethoven: seine Musik – die Frucht seines Lebenswegs kombiniert sie die Musik des 5. Klavierkonzerts mit Naturbildern des Fotografen Ernst von Känel, die während der Aufführung an eine Grossleinwand projiziert werden. Grieg und der Lebensweg des Peer Gynt ist eine szenische Bearbeitung mit Klavier, Gesang, Tanz, Erzählung und Rezitation mit Malereien und Zeichnungen aus der nordischen Heimat Gynts. Unter Einbeziehung vielfältiger künstlerischer Ausdrucksformen zeichnet sie darin die Beziehung zwischen Edvard Grieg und Henrik Ibsen nach. In der Inszenierung Frauen in der Welt der Musik behandelt sie die Lebenswege von Komponistinnen und der Weggefährtin eines Komponisten mit Musik und Texten.
Demar widmet sich auch Projekten, die Wissenschaft und Kunst verbinden. Die poetische Performance Unter dem Gesang der Sonne ist eine Klangcollage aus den Tönen von Sternen und eigenen Klavierkompositionen und Improvisationen, ergänzt mit eigenen Texten. Mélodies Célestes ist eine Phantasie mit Musik und Erzählungen, die 2003 am Observatoire de Genève aufgeführt wurde. Der Genfer Astrophysiker François Bouchy steuerte das wissenschaftliche Exposé bei.
Ihre Lesung mit Musik Das Odeon und seine berühmten Gäste in den Jahren nach dem Ende des Zweiten Weltkriegs im Café Odeon in Zürich 2015 musste Demar wegen des grossen Publikumsinteresses zweimal wiederholen. Auf der schriftgut Dresden 2012  gestaltete sie eine Lyriklesung mit Musik und Bildern von den Dichtern Oda Schaefer und Horst Lange, mit denen sie persönlich befreundet gewesen war. Das Opernhaus der Tiere ist ein Musiktheater, in dem Demar mit Tieren als Bauchrednerpuppen auftritt, die Fabeln erzählen und Opernarien singen. Es wurde 2009/2010 im Bernhard-Theater und weiteren Theatern in Zürich aufgeführt.
Demar lebt in Zürich im Haus Zu den drei Tannen, dem ältesten Haus in Enge, in dem sie auch öffentliche Aufführungen und Veranstaltungen abhält. Sie ist die Urenkelin des Strafvollzugsreformators Johann Rudolf Müller und Grossnichte und Erbin der Malerin Clara Müller. 2019 schenkte sie deren Nachlass dem Museum Burghalde Lenzburg.

## Ausstellungen, Konzerte, Aufführungen, Musiktheater (Auswahl)
- 1997: Mosaik der Stimmen. Stadttheater Olten, Konzert der Städtischen Musikschule.[18]
- 1998: Der zeichnende Rebell – Martin Disteli und das Werden der Neuen Schweiz. Ausstellung 1998 in der Haupthalle der ETH Zürich im Rahmen der Feierlichkeiten zum Jubiläum 150 Jahre Gründung des Schweizerischen Bundesstaates.[3]
- 2001a: Auf der Suche nach Sinn – der Mensch im Universum. Ausstellung an der Universität Zürich.[4]
- 2001b: Die Ewige Melodie. Musiktheater, Lichthof der Universität Zürich-Irchel.[4]
- 2002a: Der Gesang der Sterne. Poetische Performance, Unispital Zürich.[9]
- 2002b: Die Suche nach der Harmonie der Welt. Ausstellung, Foyer der Helferei Grossmünster, Zürich.[9]
- 2003: Mélodies Célestes, astrophysique et art, deux cheminements de la pensée humaine. Musiktheater mit François Buchy, Astronom und Chantal Pannatier, Erzählerin. Observatoire de Genève.[1]
- 2006/2007: Grieg und der Lebensweg des Peer Gynt. Performance mit Musik, Erzählung, Tanz und Malerei.[6], München (Kulturzentrum Gasteig), Hamburg, Berlin, Bad Kreuznach[19], Leipzig (bei den Grieg-Festtagen 2007 im Zusammenwirken mit dem Gewandhaus[7]).
- 2009/2010: Opernhaus der Tiere. Musiktheater mit Bauchrednerpuppen, Zürich (Bernhard-Theater[13], Theater Stok[14]).
- 2012a: Oda Schaefer und Horst Lange – Das dichterische Doppelgestirn. Lyriklesung mit Klaviermusik und Bilderpräsentation auf der schriftgut Dresden.[12]
- 2012b: Frauen in der Welt der Musik. Drei Komponistinnen und die Weggefährtin eines Komponisten, ihre Lebenswege und ihre Musik. Musik mit Texten, Musikakademie Uri.[8]
- 2013: Ludwig van Beethoven: seine Musik – die Frucht seines Lebenswegs, mit Naturbildern von Ernst von Känel. Zürich (Jecklin-Forum) und Wädenswil.[5]
- 2015: Das Odeon und seine berühmten Gäste in den Jahren nach dem Ende des Zweiten Weltkriegs. Lesung und Musik, Café Odeon in Zürich.[10][11]
- 2019: Goethes «Faust» entdecken. Goethe-Festival 2019 im Haus Zu den drei Tannen.[20]